# Condado autónomo hui de Yanqi
Yanqi (en chino, 焉耆; pinyin, Yānqí; léase Yan-Chi) es una transcripción fonética antigua al chino en idioma tocario de Ārśi, también conocida por su nombre uigur de Caraxar (en uigur: قاراشەھەر, romanizado: Qarasheher) es un condado autónomo bajo la administración directa de la Prefectura Bayingolin en la Región autónoma de Sinkiang, República Popular China. Su área es de 2428 km² y su población total para 2010 superó los 120 mil habitantes.
Como las otras regiones autónomas, se caracteriza por estar asociada a un grupo étnico minoritario. En este caso la Hui, de los cuales representan el 24%, los Han representan el 37% y los Uigur el 35%.

## Administración
Desde octubre de 2019, el condado Yanqi se divide en 8 pueblos que se administran en 4 poblados y 4 villas.